# Rama (cómic)
Rama es un personaje ficticio basado en el Avatar hindú Rama publicado por DC Comics, y un posible interés amoroso de la Mujer Maravilla. 

## Historia de la publicación
Rama aprecio por primera vez en Wonder Woman #148 volumen #2, (septiembre de 1999), siendo creado por Eric Luke y Yanick Paquette.

## Biografía del personaje
Rama-Chandra es el séptimo avatar del dios hindú Vishnu. Aunque nació como un príncipe en la Tierra en la antigüedad, el poder de Vishnu fluye a través de Rama. 
Conoció a Mujer Maravilla después de que Cronos, un titán del mito, y su progenie Hecatonchires y Cíclope saquearon el Olimpo e intentaron destruir a los dioses hindúes. El hijo de Cronos conocido como Oblivion atrapó a Rama y la Mujer Maravilla en un reino de ensueño donde los dos se unieron en la dicha de matrimonio. Los falsos recuerdos de esta ilusión se hicieron añicos cuando Diana derrotó a Oblivion, pero Rama supuestamente permaneció enamorado.
Una cierta atracción entre Rama y la Mujer Maravilla era evidente, pero en última instancia nada salió de ella ya que el personaje no fue utilizado por escritores posteriores. Rama enloquecio y desafiar directamente a la diosa de la muerte hindú. Después de que derrotan a la diosa y al un humano mutado en forma de araña llamado Arachne por el Virus Pandora de Doctor Poison Rama se marcha por lugares desconocidos

## Poderes y habilidades
- Como avatar del dios hindú Vishnu, Rama posee el poder de volar, y en la batalla empuña una espada y el arco de Vayu, que dispara flechas ardientes (muy parecidas a las de la heroína india moderna Maya).
- Cuando su vida está en peligro, puede entrar en una furia Berserker que cura todas sus heridas, y cura todas las toxinas, a expensas de él destruyendo su entorno y matando a cualquier humano cercano. Mientras se vuelve loco, se quita la corona para exponer su tercer ojo y desarrolla dos brazos adicionales, asumiendo las características superficiales de Kali. Mientras que de acuerdo con las características del mito como 'tercer ojo' y 'rabia berserker' se atribuyen a otro dios hindú Shiva (una de las tres deidades principales del hinduismo).
- Por otra parte, kali es un concepto extremadamente diferente en la mitología, sin embargo han sido mezclados de manera desordenada en los cómics solo con fines de entretenimiento.